# Hasta el viento tiene miedo (película de 2007)
Hasta el viento tiene miedo es una película de terror gótico sobrenatural mexicana de 2007, dirigida por Gustavo Moheno a partir de un guion que escribió con Mario P. Székely, Ángel Pulido, y Alfonso Suárez Romero. Está protagonizada por Martha Higareda, Verónica Langer, Monica Dionne, y Danny Perea. Siendo una adaptación de la historia de 1968, la trama sigue a un grupo de chicas internadas en una institución psiquiátrica, que se ven agobiadas por los eventos paranormales de un alma en pena vengativa.
A diferencia de la producción original, el proyecto fue recibido con valoraciones negativas por críticos de cine.

## Argumento
En una clínica para señoritas con problemas de anorexia, drogadicción o trastornos psíquicos, unas jóvenes se ven atacadas por el fantasma de Andrea, una expaciente que tenía una relación con una trabajadora de ahí, cobra venganza tomando posesión del cuerpo de Claudia.

## Reparto
- Martha Higareda como Claudia Gómez
- Danny Perea como Josefina Clavados Fernández
- Mónica Dionne como Dra. Lucía
- Verónica Langer como Dra. Bernarda
- Fuzz como Jessica García
- Elizabeth Valdez como Ivette
- Verónica Falcon como Victoria
- Magali Boysselle como Silvia Olvera
- Cassandra Ciangherotti como Andrea Paz
- Alexa Fabiana Aguilar como Andrea Ferran Legoreta
- Víctor Alfredo Jiménez como paramédico
- Alicia Bonet como mamá de Claudia

## Estreno
Hasta el viento tiene miedo fue estrenada en cines de México el 19 de octubre de 2007.

## Recepción

### Taquilla
En su primer fin de semana recaudó ocho millones de pesos, estableciéndose, en ese entonces, en el segundo lugar de la taquilla cinematográfica en México.

### Crítica
La película fue recibida negativamente por críticos de cine, en especial por su trama débil y su poco acercamiento al cine de terror, obteniendo comentarios como: «Al igual que Niñas Mal (2007), esta película está llena de personajes «de relleno», es decir, son completamente inútiles a la trama y por lo mismo poco memorables.» No obstante, un pequeño porcentaje del sector adolescente la valoró con buena recepción por el reparto de actrices jóvenes que intervinieron en ella.